# Mike Ilitch

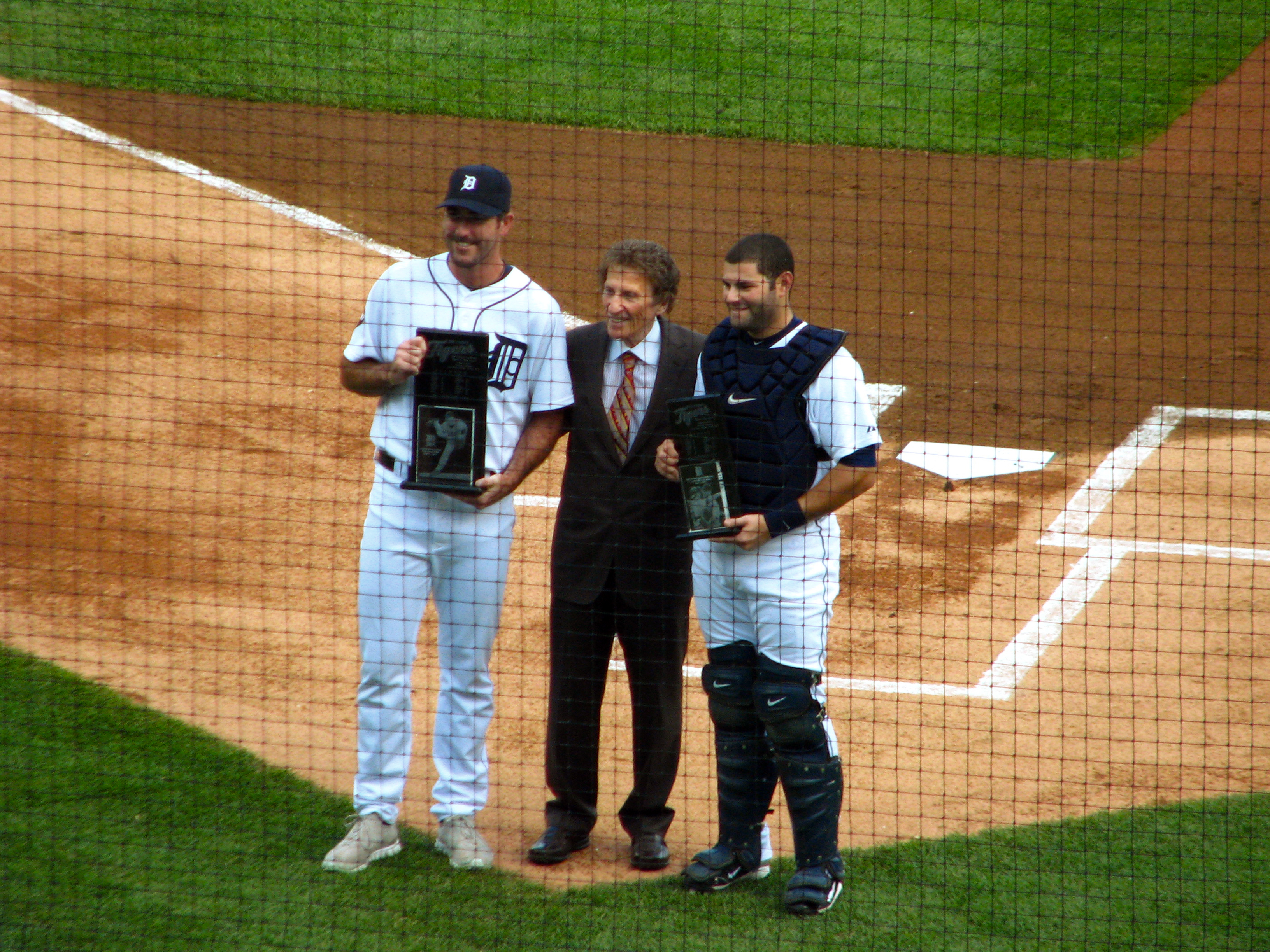
Ilitch übergibt „No Hitter Awards“ an Justin Verlander und Alex Avila, 2011

Michael „Mike“ Ilitch (* 20. Juli 1929 in Detroit, Michigan; † 10. Februar 2017 ebenda) war ein US-amerikanischer Unternehmer mazedonischer Herkunft und Besitzer mehrerer Sportmannschaften.

## Leben
Ilitchs Eltern stammten aus dem Gebiet der heutigen Republik Mazedonien, die damals Teil des Königreichs Jugoslawien war. Aufgrund der dortigen politischen Unruhen wanderten sie aber noch vor Mike Ilitchs Geburt in die Vereinigten Staaten aus. Mike Ilitch war ein vielseitiger Sportler und hatte eine besondere Begabung für Baseball. Da sich das Baseballteam Detroit Tigers weigerte, ihm die doppelte Summe für einen Vertrag, den sie ihm angeboten hatten, zu zahlen, trat er nach Beendigung der Highschool dem United States Marine Corps für vier Jahre bei. Er spielte für ein Militärteam der Marines. Während dieser Zeit wurde er stark von den Erlebnissen geprägt, die ihn in einem Militärhospital überkamen. Er wurde vor dem Koreakrieg nur deshalb verschont, weil er Baseball spielte und entging so dem Schicksal der Verwundeten, die er in diesem Krankenhaus sah.
Nach dem Ende des Dienstes spielte er nun doch für die Detroit Tigers und arbeitete nebenbei in einem Nachtclub, in welchem er Pizzen buk. Nachdem er sich ein Bein gebrochen hatte, musste er seine Baseball-Karriere beenden. Sein Vater arrangierte 1954 ein Blind Date mit Marian, die er ein Jahr später heiratete.

## Unternehmer
Die Geschäftsidee, Pizza als Fast-Food-Produkt zu verkaufen, verwirklichte er 1959, als er zusammen mit seiner Frau in Detroit ein Pizza-Restaurant unter dem Namen Little Caesars eröffnete. Beide verkauften dazu ihre Lebensversicherungen und liehen sich weiteres Geld hinzu. Das Geschäft lief so gut, dass bereits 1962 das erste Franchise eröffnet wurde. Little Caesars verbreitete sich über die ganzen Vereinigten Staaten und Kanada und einige Jahre später wurden auch in Europa erste Filialen gegründet. Inzwischen hat die Fast-Food-Kette über tausend Filialen. 1993 wurde Mike Ilitchs Unternehmen als drittgrößte Pizzakette der Welt gelistet.
1999 gründete Mike Ilitch zusammen mit seiner Frau die Ilitch Holdings Inc., unter deren Dach sie ihre vielfältigen Geschäfte unterbrachten. Neben Little Caesars gehören den Ilitchs das MotorCity Casino sowie einige weitere Unterhaltungsetablissements in Detroit. Ihr Vermögen wird auf etwa 5,4 Milliarden US-Dollar geschätzt.
Mike Ilitch hatte mit seiner Frau zusammen sieben Kinder, die ebenfalls in die Geschäfte der Familie eingebunden sind.

## Sportteam-Besitzer

### Detroit Red Wings
1982 kaufte Mike Ilitch das Eishockey-Team der Detroit Red Wings aus der NHL für acht Millionen US-Dollar. Das Team steckte seit mehr als zehn Jahren in einer sportlichen Krise. Ilitch baute das Team mit General Manager Jim Devellano um und errichtete ein Franchise, das wieder an der Spitze der NHL mitspielen konnte. 15 Jahre nach dem Kauf gewann das Team 1997 den Stanley Cup und ließ 1998, 2002 und 2008 drei weitere Titel folgen.
Für seine Verdienste um den Eishockeysport wurde Mike Ilitch 2003 in die Hockey Hall of Fame aufgenommen und 1991 mit der Lester Patrick Trophy ausgezeichnet.

### Detroit Tigers
Die Detroit Tigers aus der Baseball-Liga MLB kaufte Mike Ilitch im Jahr 1992, nachdem er 1982 bereits einmal versucht hatte, sie zu erwerben und einem Mitbieter einer konkurrierenden Pizzakette unterlegen war. Allerdings sah er sich oft Kritik ausgesetzt, dass er viel mehr Geld in die Red Wings investieren würde und die Tigers nur wenig Geld erhielten. Diese Kritik wurde nicht ohne Grund laut, denn erst 2006 konnte sich das Team erstmals für die Playoffs qualifizieren.

### Detroit Drive
Ilitch war 1988 einer der ersten Teambesitzer in der Arena Football League, die ein Jahr zuvor gegründet wurde. Außerdem war Little Caesar's einer der Hauptsponsoren der Liga. Ilitchs Team, die Detroit Drive, waren ein sehr erfolgreiches Team und gewannen bis 1993 vier Meisterschaften. Dann entschied sich Ilitch jedoch das Team zu verkaufen, da er neben den Red Wings kein weiteres Team haben wollte, das den Tigers Konkurrenz in Sachen Zuschauerzahlen macht.

### Detroit Rockers
1993 fügte Ilitch seiner Sammlung von Sportvereinen den Fußballverein Detroit Rockers hinzu.

## Gesellschaftliches Engagement
1985 gründete Ilitch die Little Cesars Love Kitchen, eine mobile Suppenküche, die Pizza an Bedürftige verteilt. Darüber hinaus engagierte er sich mit verschiedenen Stiftungen schwerpunktmäßig für Veteranen, Obdachlose, Kinder und Familien im Raum Detroit.
Von 1994 bis 2005 zahlte Ilitch im Stillen die Miete für die Bürgerrechtsaktivistin Rosa Parks, nachdem diese in ihrem vorherigen Apartment überfallen worden war.